# Европейский вызов по бегу на 10 000 метров 2001
Европейский вызов по бегу на 10 000 метров 2001 года прошёл 7 апреля на стадионе «Сан-Висенте» в Баракальдо (Испания). Участники разыграли командный приз в соревнованиях у мужчин и женщин. На старт вышли 64 атлета из 16 стран Европы, из них 39 мужчин и 25 женщин. Каждая страна могла выставить до 5 человек в каждый из двух командных турниров. Победители определялись по сумме результатов 3 лучших участников.

## Результаты

### Командное первенство
В командном зачёте уверенные победы одержали хозяева соревнований.
| Место | Команда                                                                                     | Время                                            | Общее время |
| ----- | ------------------------------------------------------------------------------------------- | ------------------------------------------------ | ----------- |
| 1     | Испания · Хосе Риос · Хосе Мануэль Мартинес · Хосе Карлос Адан · Иван Йерро · Элизео Мартин | 27.49,35 28.20,14 28.22,54 (28.45,60) (28.47,62) | 1:24.32,03  |
| 2     | Португалия · Элдер Орнелаш · Альберту Маравилья · Паулу Гомеш · Жозе Рамуш · Жуан Жункейра  | 28.01,94 28.46,25 29.28,00 (DNF)                 | 1:26.16,19  |
| 3     | Великобритания · Карл Кеска · Мэттью О’Дауд · Мэтт Смит · Марк Майлз                        | 28.06,29 28.52,97 29.28,35 (30.03,82)            | 1:26.27,61  |
| 4     | Бельгия                                                                                     |                                                  | 1:26.52,75  |
| 5     | Россия                                                                                      |                                                  | 1:27.02,61  |
| 6     | Швеция                                                                                      |                                                  | 1:27.24,92  |

| Место | Команда                                                                                           | Время                                            | Общее время |
| ----- | ------------------------------------------------------------------------------------------------- | ------------------------------------------------ | ----------- |
| 1     | Испания · Тереза Ресио · Мария Луиза Ларрага · Мария Абель · Алессандра Агилар · Беатрис Сантьяго | 32.29,11 32.35,97 32.36,89 (33.23,24) (33.46,58) | 1:37.41,97  |
| 2     | Великобритания · Пола Рэдклифф · Элизабет Йеллинг · Тара Кшивицки                                 | 30.55,80 33.45,58 33.59,79                       | 1:38.41,17  |
| 3     | Португалия · Моника Роза · Ана Диаш · Аналия Роза · Аналидия Торре · Аделия Элиаш                 | 32.22,25 32.59,95 33.38,42 (DNF)                 | 1:39.00,62  |
| 4     | Италия                                                                                            |                                                  | 1:39.23,63  |

### Индивидуальное первенство
| Место | Атлет                 | Страна         | Время    |
| ----- | --------------------- | -------------- | -------- |
| 1     | Хосе Риос             | Испания        | 27.49,35 |
| 2     | Элдер Орнелаш         | Португалия     | 28.01,94 |
| 3     | Камил Масе            | Нидерланды     | 28.02,37 |
| 4     | Карл Кеска            | Великобритания | 28.06,29 |
| 5     | Деннис Йенсен         | Дания          | 28.17,50 |
| 6     | Хосе Мануэль Мартинес | Испания        | 28.20,14 |
| 7     | Кун Алларт            | Бельгия        | 28.20,89 |
| 8     | Хосе Карлос Адан      | Испания        | 28.22,54 |
| 9     | Дмитрий Максимов      | Россия         | 28.39,18 |
| 10    | Том ван Хосте         | Бельгия        | 28.44,39 |

| Место | Атлет                  | Страна         | Время    |
| ----- | ---------------------- | -------------- | -------- |
| 1     | Пола Рэдклифф          | Великобритания | 30.55,80 |
| 2     | Ирина Микитенко        | Германия       | 31.29,55 |
| 3     | Моника Роза            | Португалия     | 32.22,25 |
| 4     | Каталин Сентдьёрдьи    | Венгрия        | 32.27,60 |
| 5     | Тереза Ресио           | Испания        | 32.29,11 |
| 6     | Родица-Даниэла Морояну | Франция        | 32.31,70 |
| 7     | Мария Луиза Ларрага    | Испания        | 32.35,97 |
| 8     | Мария Абель            | Испания        | 32.36,89 |
| 9     | Маура Вичеконте        | Италия         | 32.40,51 |
| 10    | Ана Диаш               | Португалия     | 32.59,95 |